# Norops townsendi
Norops townsendi este o specie de șopârle din genul Norops, familia Polychrotidae, descrisă de Stejneger 1900. Conform Catalogue of Life specia Norops townsendi nu are subspecii cunoscute.